# Världsmästerskapen i short track 2001
Världsmästerskapen i short track 2001 hölls mellan 29 mars och 31 mars 2002 i Jeonju, Sydkorea.

## Resultat

### Herrar
| Gren: | Guld:                | Guld:    | Silver:                                | Silver:  | Brons:                    | Brons:   |
| --- | -------------------- | -------- | -------------------------------------- | -------- | ------------------------- | -------- |
| 500 m | Li JiaJun Kina       | 43,433   | Jonathan Guilmette Kanada              | 43,465   | Maurizio Carnino Italien  | 44,691   |
| 1000 m | Li JiaJun Kina       | 1.32,034 | Apolo Anton Ohno USA                   | 1.32,160 | Min Ryoung Sydkorea       | 1.32,269 |
| 1500 m | Marc Gagnon Kanada   | 2.20,325 | Min Ryoung Sydkorea Terao Satoru Japan | 2.20,677 | I/U                       | I/U      |
| 3000 m | Apolo Anton Ohno USA | 5.36,664 | Marc Gagnon Kanada                     | 5.36,831 | Jonathan Guilmette Kanada | 5.37,322 |
| 5000 m stafett | USA                  | 7.15,885 | Kanada                                 | 7.16,458 | Kina                      | 7.25,312 |
| Sammanlagt* | Li JiaJun Kina       | 68 poäng | Apolo Anton Ohno USA                   | 63 poäng | Marc Gagnon Kanada        | 63 poäng |
| * En första plats gav 34 poäng, en andra plats gav 21 poäng, en tredje plats gav 13 poäng, en fjärde plats gav 8 poäng, en femte plats gav 5 poäng, en sjätte plats gav 3 poäng och en sjunde gav 2 poäng i varje tävling och den sammanlagda poängen ger de sammanlagda resultaten. |                      |          |                                        |          |                           |          |

### Damer
| Gren: | Guld:              | Guld:     | Silver:                    | Silver:  | Brons:                      | Brons:   |
| --- | ------------------ | --------- | -------------------------- | -------- | --------------------------- | -------- |
| 500 m | Wang Chunlu Kina   | 45,779    | Yang Yang (A) Kina         | 45,872   | Yang Yang (S) Kina          | 45,949   |
| 1000 m | Yang Yang (A) Kina | 1.45,664  | Wang Chunlu Kina           | 1.45,734 | Yang Yang (S) Kina          | 1.45,773 |
| 1500 m | Yang Yang (A) Kina | 2.40,448  | Evgenia Radanova Bulgarien | 2.40,625 | Marie-Eve Drolet Kanada     | 2.40,643 |
| 3000 m | Yang Yang (A) Kina | 5.43,454  | Wang Chunlu Kina           | 5.43,549 | Jevgenia Radanova Bulgarien | 5.43,650 |
| 3000 m stafett | Kina               | 4.25,927  | Sydkorea                   | 4.25,976 | Bulgarien                   | 4.27,597 |
| Sammanlagt* | Yang Yang (A) Kina | 123 poäng | Wang Chunlu Kina           | 81 poäng | Jevgenia Radanova Bulgarien | 50 poäng |
| * En första plats gav 34 poäng, en andra plats gav 21 poäng, en tredje plats gav 13 poäng, en fjärde plats gav 8 poäng, en femte plats gav 5 poäng, en sjätte plats gav 3 poäng och en sjunde gav 2 poäng i varje tävling och den sammanlagda poängen ger de sammanlagda resultaten. |                    |           |                            |          |                             |          |

## Medaljtabell
| Pl. | Land      |   |   |   | Totalt |
| --- | --------- | - | - | - | ------ |
| 1   | Kina      | 9 | 4 | 3 | 16     |
| 2   | USA       | 2 | 2 | 0 | 4      |
| 3   | Kanada    | 1 | 3 | 3 | 7      |
| 4   | Sydkorea  | 0 | 2 | 1 | 3      |
| 5   | Bulgarien | 0 | 1 | 3 | 4      |
| 6   | Japan     | 0 | 1 | 0 | 1      |
| 7   | Italien   | 0 | 0 | 1 | 1      |